# Vincent Bessat
Vincent Bessat (Lione, 8 novembre 1985) è un ex calciatore francese, di ruolo centrocampista.